# Neuilly-en-Dun
Neuilly-en-Dun és un municipi francès, situat al departament de Cher i a la regió de Centre – Vall del Loira. L'any 2007 tenia 300 habitants.

## Demografia

### Població
El 2007 la població de fet de Neuilly-en-Dun era de 300 persones. Hi havia 124 famílies, de les quals 40 eren unipersonals (16 homes vivint sols i 24 dones vivint soles), 36 parelles sense fills, 36 parelles amb fills i 12 famílies monoparentals amb fills.
La població ha evolucionat segons el següent gràfic:
Habitants censats

### Habitatges
El 2007 hi havia 187 habitatges, 131 eren l'habitatge principal de la família, 36 eren segones residències i 20 estaven desocupats. 183 eren cases i 4 eren apartaments. Dels 131 habitatges principals, 99 estaven ocupats pels seus propietaris, 26 estaven llogats i ocupats pels llogaters i 6 estaven cedits a títol gratuït; 16 tenien dues cambres, 24 en tenien tres, 43 en tenien quatre i 48 en tenien cinc o més. 111 habitatges disposaven pel capbaix d'una plaça de pàrquing. A 67 habitatges hi havia un automòbil i a 46 n'hi havia dos o més.

### Piràmide de població
La piràmide de població per edats i sexe el 2009 era:
| Homes | Edats   | Dones |
| ----- | ------- | ----- |
| 0     | 95 o +  | 0     |
| 4     | 90 a 94 | 0     |
| 0     | 85 a 89 | 0     |
| 0     | 80 a 84 | 0     |
| 20    | 75 a 79 | 8     |
| 8     | 70 a 74 | 20    |
| 0     | 65 a 69 | 4     |
| 12    | 60 a 64 | 4     |
| 12    | 55 a 59 | 4     |
| 8     | 50 a 54 | 20    |
| 16    | 45 a 49 | 8     |
| 8     | 40 a 44 | 12    |
| 0     | 35 a 39 | 8     |
| 4     | 30 a 34 | 0     |
| 12    | 25 a 29 | 4     |
| 8     | 20 a 24 | 4     |
| 12    | 15 a 19 | 24    |
| 8     | 10 a 14 | 4     |
| 4     | 5 a 9   | 0     |
| 0     | 0 a 4   | 0     |

## Economia
El 2007 la població en edat de treballar era de 179 persones, 119 eren actives i 60 eren inactives. De les 119 persones actives 107 estaven ocupades (61 homes i 46 dones) i 12 estaven aturades (4 homes i 8 dones). De les 60 persones inactives 19 estaven jubilades, 12 estaven estudiant i 29 estaven classificades com a «altres inactius».

### Ingressos
El 2009 a Neuilly-en-Dun hi havia 130 unitats fiscals que integraven 294 persones, la mediana anual d'ingressos fiscals per persona era de 13.044 €.

### Activitats econòmiques
Dels 10  establiments que hi havia el 2007, 2 eren d'empreses extractives, 1 d'una empresa de fabricació d'altres productes industrials, 1 d'una empresa de construcció, 4 d'empreses de comerç i reparació d'automòbils, 1 d'una empresa d'hostatgeria i restauració i 1 d'una empresa classificada com a «altres activitats de serveis».
Dels 2 establiments de servei als particulars que hi havia el 2009, 1 era un paleta i 1 restaurant.
L'únic establiment comercial que hi havia el 2009 era una fleca.
L'any 2000 a Neuilly-en-Dun hi havia 21 explotacions agrícoles que ocupaven un total de 2.519 hectàrees.

## Equipaments sanitaris i escolars
El 2009 hi havia una escola elemental integrada dins d'un grup escolar amb les comunes properes formant una escola dispersa.

## Poblacions més properes
El següent diagrama mostra les poblacions més properes.